# Order Domowy Nassauski Lwa Złotego
Order Domowy Nassauski Lwa Złotego (niderl. Huisorde van de Gouden Leeuw van Nassau, fr. Ordre du Lion d'Or de la Maison de Nassau) – wspólne odznaczenie dwóch gałęzi dynastii Nassau, panujących w Królestwie Niderlandów i Wielkim Księstwie Luksemburga, nadawane od 1858 i pozostające do wyłącznej dyspozycji monarchy.

## Historia
Odznaczenie zostało ustanowione 29 stycznia 1858 przez króla Niderlandów (w unii personalnej także wielkiego księcia Luksemburga) Wilhelma III Orańskiego-Nassau oraz jego krewnego Adolfa Nassau-Weilburg, następcy tronu w Luksemburgu, wówczas jeszcze panującego księcia w niemieckim księstwie Nassau, anektowanym w 1866 przez Prusy.
Posiadało od początku bardzo ekskluzywny charakter i tylko jedną klasę kawalera i nadawane być mogło tylko członkom rodów panujących, dygnitarzom z tytułem „ekscelencji” na stanowisku co najmniej ambasadora, premiera, generała dywizji lub arcybiskupa oraz wysokim dostojnikom dworskim.
13 marca 1873 król Wilhelm III, pragnąc nadać orderowi charakter ogólnego odznaczenia za zasługi, rozszerzył go o trzy nowe klasy (piątą klasę dodał 29 marca 1882) według znanego schematu Legii Honorowej, dodając stopnie Wielkiego Oficera, Komandora, Oficera i Kawalera, na co książę Adolf się nie zgodził, pozostając przy I klasie nadawanej przez siebie jako prywatny order domowy. W 1892, dwa lata po objęciu tronu Luksemburga, Adolf odwołał reformy Wilhelma III i przywrócił order do pierwotnej formy ekskluzywnego jednoklasowego odznaczenia.
W wyniku umowy z 1905 między wielkim księciem Adolfem Luksemburskim a królową Wilhelminą Holenderską odznaczenie zostało odnowione 20 maja 1906 i odtąd ma podwójny charakter – w Holandii jest orderem domowym, nadawanym przez monarchę według własnego uznania za szczególne zasługi wobec dynastii (ósmym w kolejności odznaczeń państwowych), a w Luksemburgu najwyższym orderem państwowym. Wielkim mistrzem są wspólnie monarchowie obu krajów. Książęta, bracia i synowie obu tych głów państw są od urodzenia kawalerami orderu, a od 1984 holenderskie księżniczki są odznaczane w momencie uzyskania pełnoletniości.

## Insygnia
Insygnia orderu to oznaka na wielkiej wstędze orderowej i gwiazda orderowa. Oznaką jest emaliowany obustronnie na biało krzyż maltański ze złotym obramowaniem. W medalionie awersu znajduje się herb dynastii Nassau, złoty lew w niebieskim polu, a w medalionie rewersu dewiza domu Nassau i orderu "Je maintiendrai" (Zachowam). Między ramionami krzyża znajdują się złote stylizowane monogramy „N” (od Nassau).
Order noszony jest na żółtej wstędze z obustronnymi niebieskimi bordiurami, z prawego ramienia na lewy bok.
Gwiazda orderu jest srebrna, ośmiopromienna i nosi na sobie medalion awersu oznaki, otoczony napisem Je maintiendrai.